# Franc Kollmann
Franc Kollmann, slovenski trgovec, * 17. september 1839, Zgoša, † 16. april 1908, Ljubljana.

## Življenjepis
Franc je bil potomec gorenjske trgovske rodbine Kollmann iz Zgoš pri Begunj na Gorenjskem. Iz te rodbine je izhajal tudi ljubljanski trgovec s steklom Franc Resman, ki pa ni imel moških potomcev, zato je Franca Kollmanna povabil v Ljubljano in mu leta 1872 prepustil trgovino. Kollmann je ustanovil steklarsko delavnico, trgovsko ponudbo je razširil s porcelanom in kmalu postal uspešen veletrgovec. Od leta 1904 do smrti je bil predsednik Ljubljanske mestne hranilnice. Med njegove posesti sodijo vila Podrožnik v Ljubljani in vila Triglav na Bledu. 
Veliko svojega denarja je namenil dobrodelnim projektom, prav tako tudi njegov sin in naslednik Robert Kollmann, ki je leta 1928 z darom 100.000 dinarjev postal ustanovni član Narodne galerije v Ljubljani. Družinsko podjetje je delovalo do leta 1946, ko so ga jugoslovanske oblasi ukinile. Posesti so bile nacionalizirane. 